# Pittosporum eugenioides
Pittosporum eugenioides är en tvåhjärtbladig växtart som beskrevs av Allan Cunningham.
Pittosporum eugenioides ingår i släktet Pittosporum och familjen Pittosporaceae. Inga underarter finns listade i Catalogue of Life.

## Bildgalleri

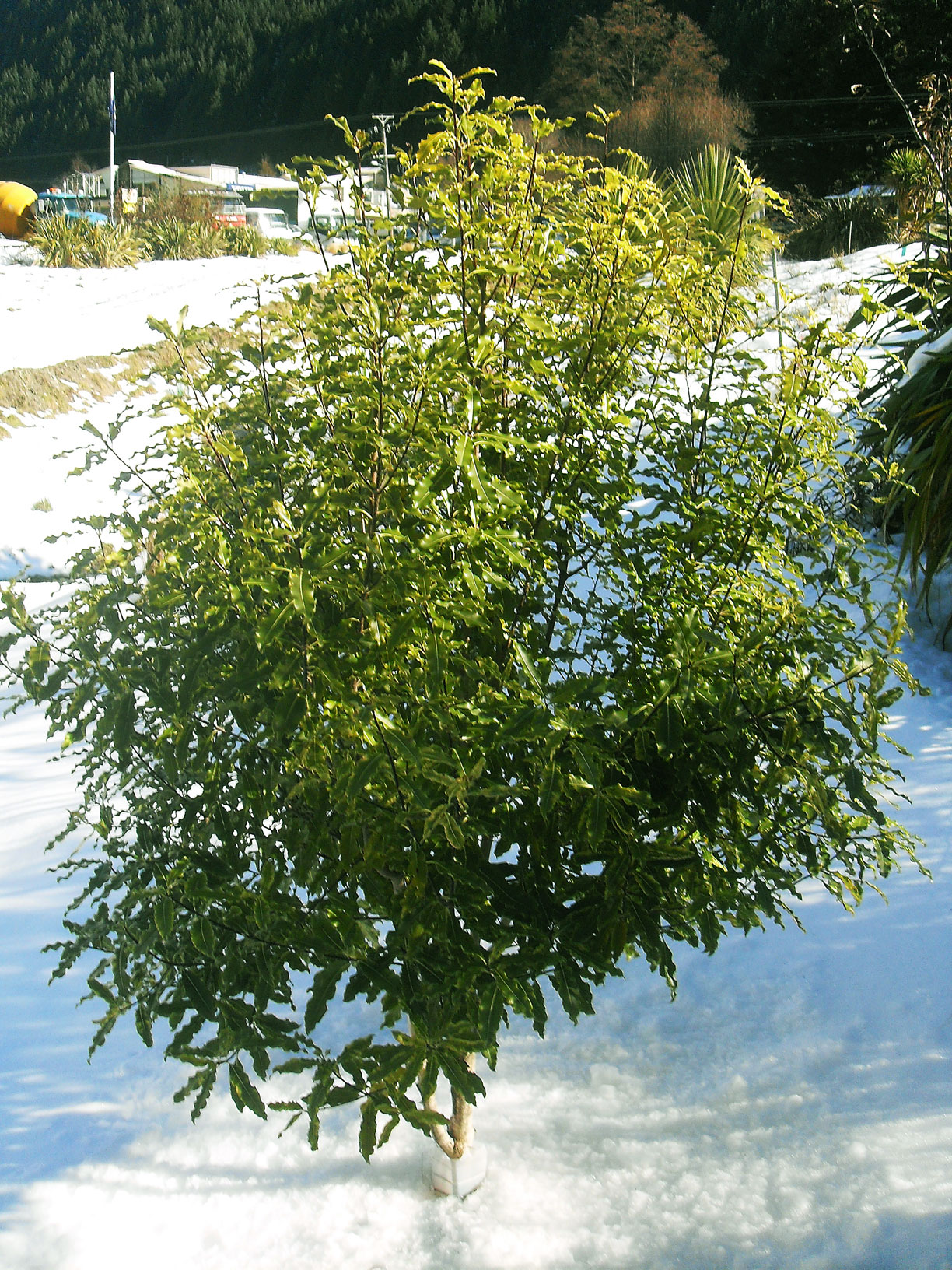
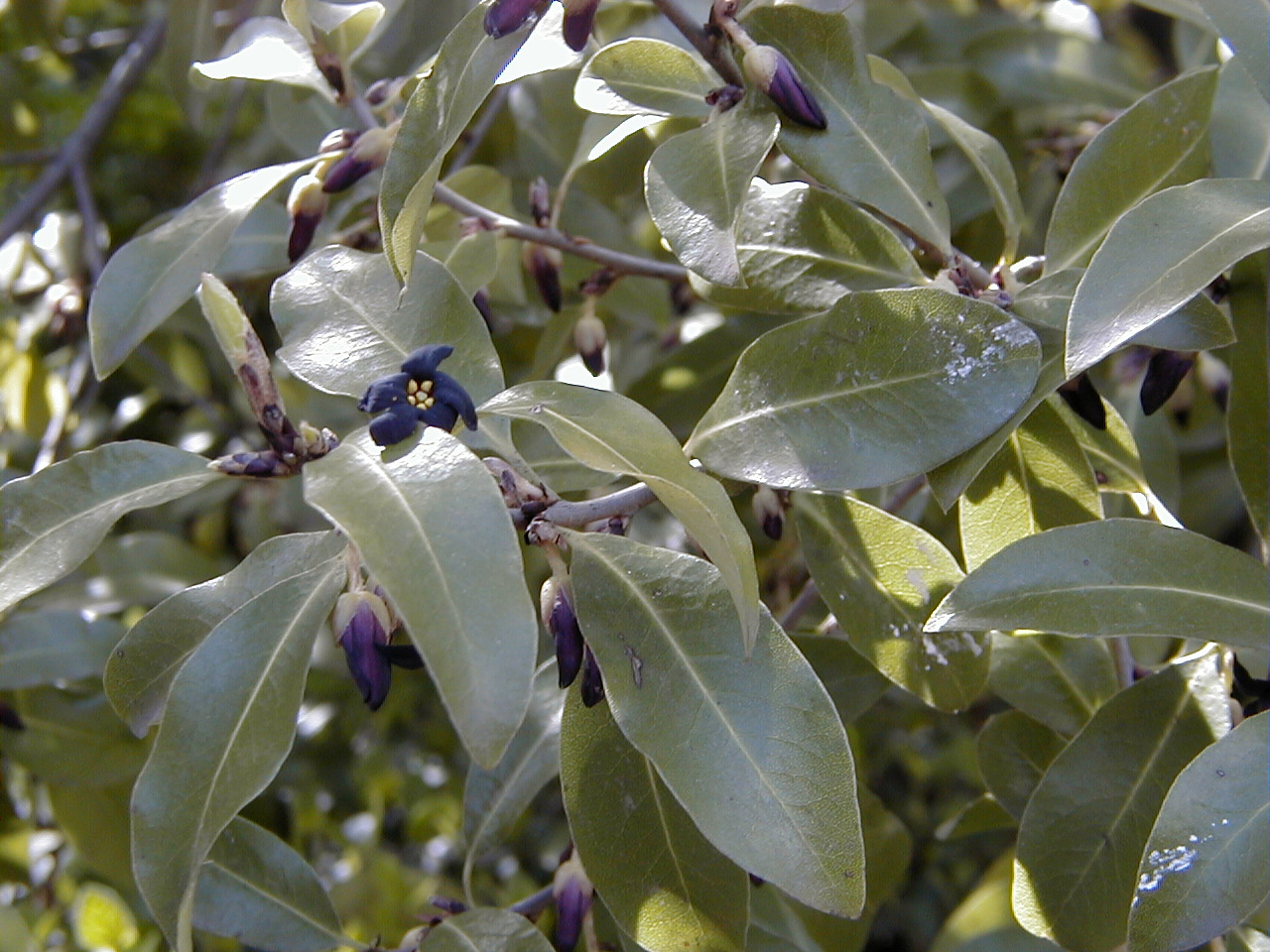